# Ingo Anderbrügge
Ingo Anderbrügge (ur. 2 stycznia 1964 w Datteln) – piłkarz niemiecki grający na pozycji ofensywnego pomocnika.

## Kariera klubowa
Karierę piłkarską Anderbrügge rozpoczął w klubie Germania Datteln. Następnie trafił do Borussii Dortmund i w 1984 roku awansował do kadry pierwszej drużyny prowadzonej przez trenera Friedhelma Konietzkę. W pierwszej lidze niemieckiej zadebiutował 7 września 1984 w przegranym 2:3 domowym spotkaniu z Borussią Mönchengladbach. Z kolei 27 października tamtego roku zdobył pierwszą bramkę w Bundeslidze, a Borussia wygrała 2:1 na wyjeździe z SV Waldhof Mannheim. W sezonie 1984/1985 był podstawowym zawodnikiem BVB, jednak już w kolejnych pełnił rolę rezerwowego i z roku na rok rozgrywał coraz mniej spotkań. W Borussii grał do 1988 roku, a największym sukcesem Ingo za czasów gry w tym klubie było zajęcie 3. miejsca w 1987 roku. W barwach Borussii rozegrał łącznie 76 meczów i zdobył 5 goli.
Latem 1988 roku Anderbrügge przeszedł do odwiecznego rywala Borussii, FC Schalke 04, grającego wówczas w drugiej lidze. W nowym zespole po raz pierwszy wystąpił 23 lipca w zremisowanym 1:1 domowym meczu z Fortuną Düsseldorf. Przez trzy sezony należał do czołowych strzelców Schalke w 2. Bundeslidze, a w 1991 roku wywalczył z tym klubem awans do 1. Bundesligi. Tam nadal był podstawowym zawodnikiem, a w 1996 roku zajął z Schalke 3. pozycję w tabeli. W sezonie 1996/1997 wystąpił w Pucharze UEFA i dotarł z Schalke do finału tych rozgrywek. W nim klub z Gelsenkirchen najpierw pokonał 1:0 Inter Mediolan, jednak w rewanżu przegrał w takim samym stosunku. Doszło wówczas do serii rzutów karnych i jednego z nich wykorzystał Anderbrügge, a Schalke zwyciężyło 4:1 i zdobyło swój pierwszy w historii europejski puchar. Od sezonu 1997/1998 Anderbrügge pełnił rolę rezerwowego w "Die Knappen" i do 2000 roku rozegrał dla tego klubu 321 meczów, w których strzelił 82 bramki, należąc tym samym do najlepszych strzelców w historii drużyny.
W 2000 roku Anderbrügge odszedł do Sportfreunde Siegen i rozegrał 5 spotkań w Regionallidze, po czym zdecydował się zakończyć piłkarską karierę.
| Sezon   | Klub                | Kraj   | Rozgrywki     | Mecze | Bramki |
| ------- | ------------------- | ------ | ------------- | ----- | ------ |
| 1984/85 | Borussia Dortmund   | RFN    | Bundesliga    | 31    | 4      |
| 1985/86 | Borussia Dortmund   | RFN    | Bundesliga    | 19    | 1      |
| 1986/87 | Borussia Dortmund   | RFN    | Bundesliga    | 18    | 1      |
| 1987/88 | Borussia Dortmund   | RFN    | Bundesliga    | 8     | 1      |
| 1988/89 | FC Schalke 04       | RFN    | 2. Bundesliga | 35    | 14     |
| 1989/90 | FC Schalke 04       | RFN    | 2. Bundesliga | 35    | 12     |
| 1990/91 | FC Schalke 04       | Niemcy | 2. Bundesliga | 30    | 10     |
| 1991/92 | FC Schalke 04       | Niemcy | Bundesliga    | 35    | 7      |
| 1992/93 | FC Schalke 04       | Niemcy | Bundesliga    | 32    | 10     |
| 1993/94 | FC Schalke 04       | Niemcy | Bundesliga    | 34    | 9      |
| 1994/95 | FC Schalke 04       | Niemcy | Bundesliga    | 27    | 6      |
| 1995/96 | FC Schalke 04       | Niemcy | Bundesliga    | 27    | 9      |
| 1996/97 | FC Schalke 04       | Niemcy | Bundesliga    | 28    | 3      |
| 1997/98 | FC Schalke 04       | Niemcy | Bundesliga    | 15    | 2      |
| 1998/99 | FC Schalke 04       | Niemcy | Bundesliga    | 16    | 0      |
| 1999/00 | FC Schalke 04       | Niemcy | Bundesliga    | 2     | 0      |
| 2000/01 | Sportfreunde Siegen | Niemcy | Regionalliga  | 5     | 0      |

## Kariera reprezentacyjna
W 1985 roku Anderbrügge rozegrał 3 mecze w reprezentacji U-21 Republiki Federalnej Niemiec.

## Kariera trenerska
Po zakończeniu kariery piłkarskiej Anderbrügge został trenerem. Prowadził takie zespoły jak Werner SC 2000, SpVgg Erkenschwick, VfB Hüls i od 2007 roku SV Wacker Burghausen z Regionalligi, w którym pracował przez rok.